# Lachtan hřivnatý
Lachtan hřivnatý (Otaria flavescens nebo Otaria byronia – viz kapitola Systematika) je mořská šelma z čeledi lachtanovití, jediný zástupce rodu Otaria. Žije na západním, jižním a východním pobřeží Jižní Ameriky a také na Falklandách. Charakterizuje ho robustní hlava, hnědá srst a výrazný pohlavní dimorfismus. Samec dorůstá do délky kolem 2,5 m a váží až 350 kg, samice mívají kolem 2 m a váží kolem 140 kg. Samce od samice rozlišuje mohutná hustá hříva, díky které se druh někdy pojmenovává jako lvoun. Rozmnožuje se v koloniích, do kterých se vrací každý rok. Je to druh nemigrující, nicméně u části populace po skončení doby rozmnožování může docházet k poměrně daleké disperzi. Samice zvládne zastavit vyvíjení plodů
Jedná se o oportunistického predátora, který se živí rybami, korýši, hlavonožci a občas i mořskými ptáky nebo dokonce jinými mořskými savci. Pro kořist se potápí na dobu okolo několika minut do nehlubokých vod do 250 m. K predátorům patří hlavně kosatka dravá, která u poloostrova Valdés lachtany loví vymršťováním z vody na mělčinu. V 19. a v první polovině 20. století byl lachtan hřivnatý hojně loven. Zatímco některé populace se dokázaly zotavit, jiné (např. lachtani z Falkland) stále nedosahují početnosti z dob před tuleňářskými výpravami. Mezinárodní svaz ochrany přírody druh hodnotí jako málo dotčený s odhadovanou populací kolem 445 tisíc jedinců.

## Systematika

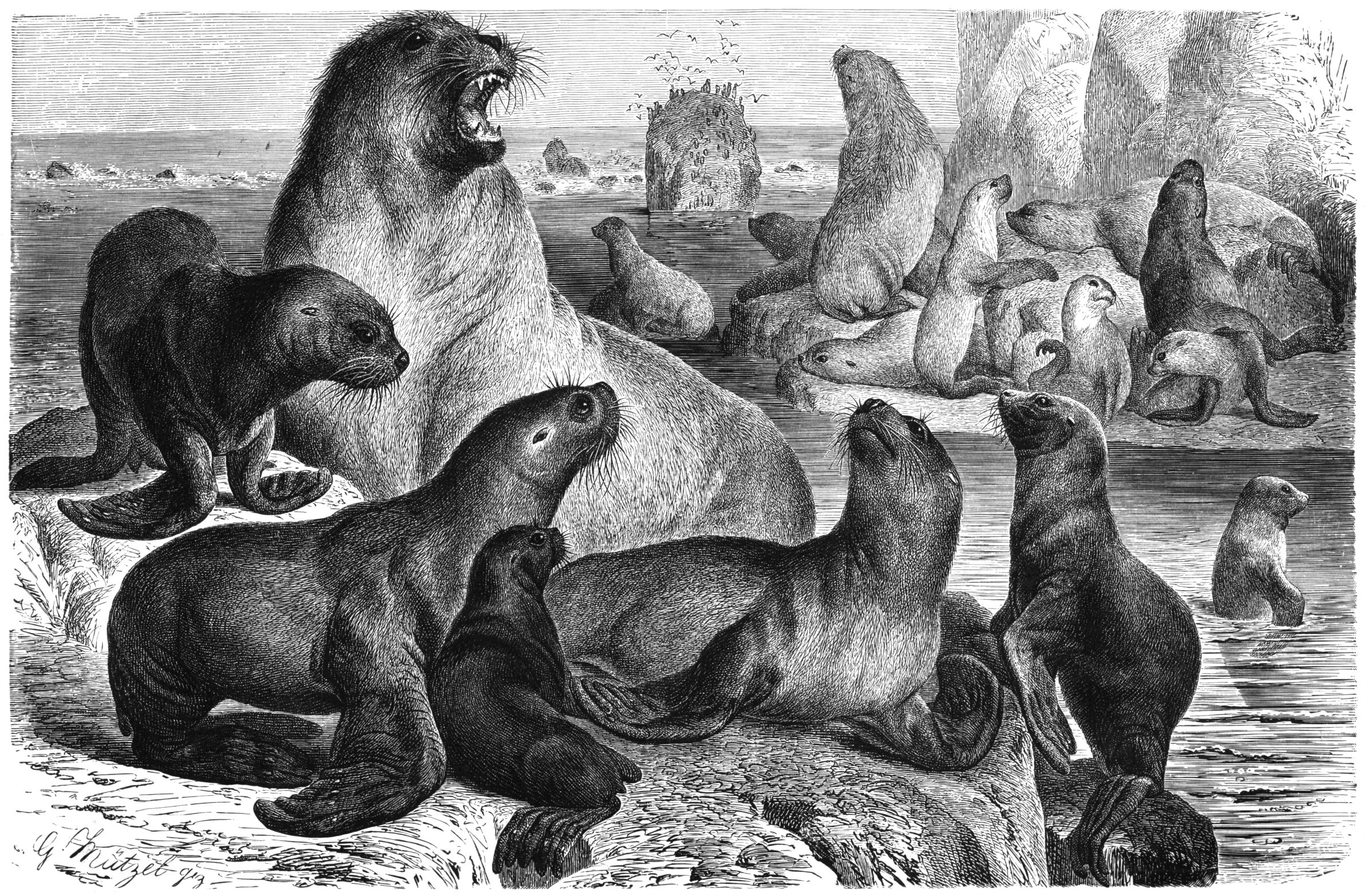
Kresba lachtanů hřivnatých (Gustav Mützel, 1927)

Druh popsal snad již britský přírodovědec George Shaw v roce 1800 jako Otaria flavescens. Z jeho popisu nicméně není zcela zřejmé, že se vztahuje právě na lachtana hřivnatého. Francouzský zoolog Henri Marie Ducrotay de Blainville v roce 1820 druh popsal jako Otaria byronia. Od té doby se vedou mezi taxonomisty debaty o tom, jakým vědeckým jménem by se tedy měl lachtan hřivnatý označovat. V průběhu času byla obě jména volně zaměňována. Debata pokračuje i u moderních taxonomistů. Zatímco Rice (1998) byl toho názoru, že by se tento lachtan měl jmenovat O. flavescens, Berta & Churchil (2012) upřednostňují O. byronia s tím, že se jedná o první vědecké jméno, které s jistotou označuje lachtana hřivnatého. Taxonomická komise Společnosti pro mořskou mammalogii (Society for Marine Mammalogy) v roce 2014 schválila používání O. byronia, které používá i Mezinárodní svaz ochrany přírody (IUCN), nicméně jméno O. flavescens je stále široce rozšířené a používají ho zejména jihoameričtí vědci.
Lachtan hřivnatý je jediným zástupcem rodu Otaria, který vytyčil francouzský přírodovědec François Péron v roce 1816.

## Popis

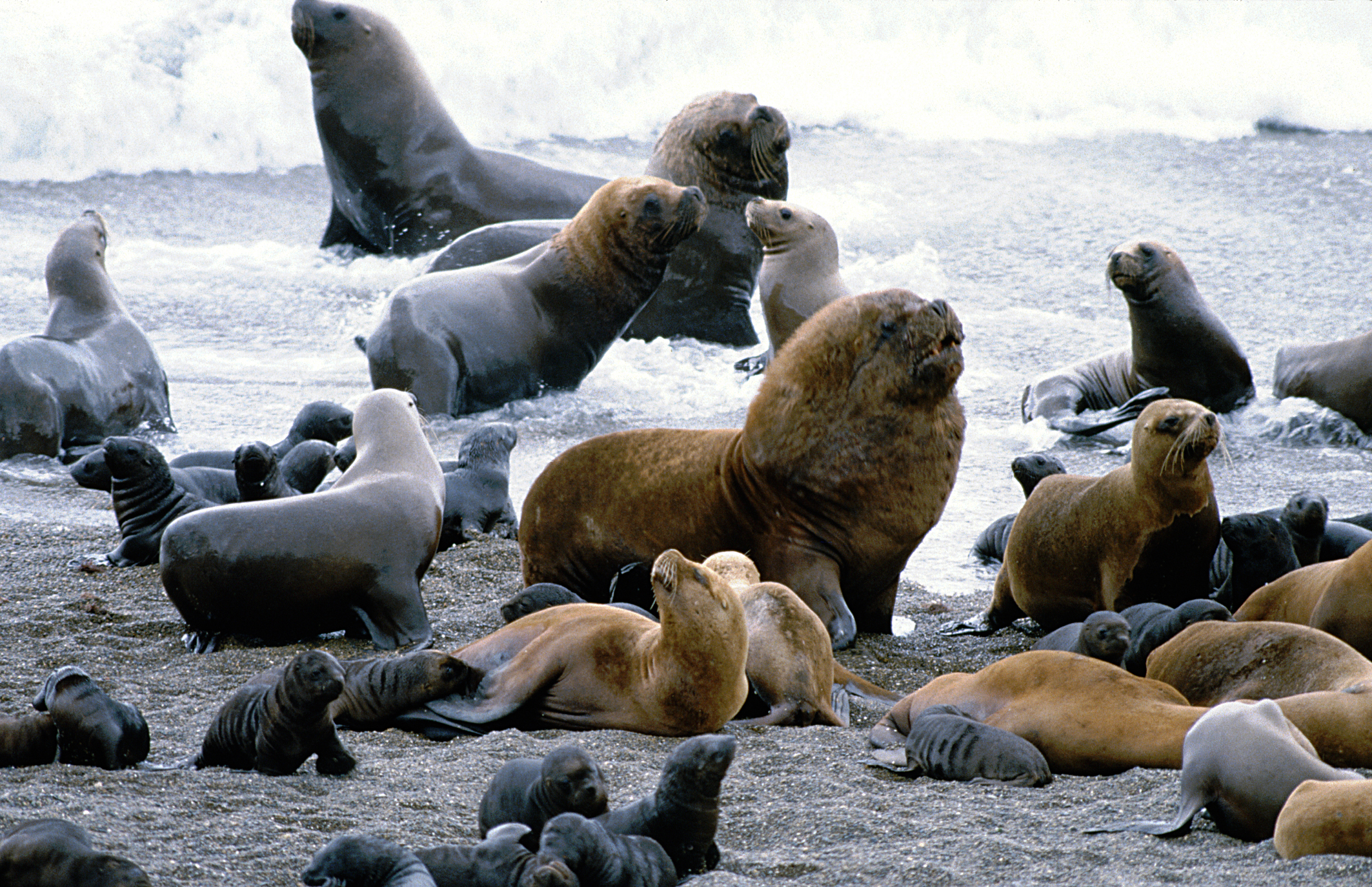
Samec (ve středu a na pozadí) spolu se samicemi a mláďaty v kolonii na poloostrově Valdés. Tmavé zbarvení lachtanů je způsobeno mokrou srstí, která se při namočení jeví jako černá

Lachtan hřivnatý je podsaditý statný ploutvonožec, který se vyznačuje na první pohled výrazným pohlavním dimorfismem. Samci jsou snadno rozeznatelní podle mohutné velikosti těla a výrazné hřívy, která začíná na bradě a čele a pokračuje přes ramena po střední část hrudi. Mohutná hlava a čelisti spolu se statným krkem a rameny pokrytými hustou hřívou dodávají horní části těla disproporčně mohutnou velikost vzhledem ke spodní tělní části. Barva srsti samců je hnědooranžová a se stářím se mění do tmavě hnědé. Hříva bývá světlejší než spodní část těla. Tvář samců je někdy tmavší, občas až do hnědočerna. Samice a nedospělí samci hřívu nemají. Jejich srst je spíše tmavě žlutozlatá, přičemž jednotlivé části těla mohou mít různé odstíny. Mláďata se rodí černá se světlou spodní částí těla. Kolem věku jednoho měsíce prochází prvním línáním a oblékají se do tmavě hnědé srsti, která v průběhu prvního roku života světlá do žlutozlaté. Někteří samci i v dospělosti mohou mít stejnou barvu srsti jako samice. Samci dosahují délky těla kolem 2,5 m a váhy kolem 350 kg. Samice mívají kolem 2 m a váží asi 140 kg.
Obě pohlavní mají tupé krátké čenichy. Ušní boltce jsou malé a zvláště u samců velmi nenápadné. Osrstění předních ploutví je krátké a sahá až těsně za zápěstí, zbytek předních ploutví pokrývá černá tlustá kůže. Tlustá černá kůže pokrývá i zadní ploutve, které jsou osrstěny krátkými chloupky pouze při konci hřbetní strany. Zubní vzorec je I 3/2, C 1/1, PC 6/5.

## Výskyt a populace

### Areál rozšíření a stanoviště
Žije na západním, jižním a východním pobřeží Jižní Ameriky, od severního Peru na jih k mysu Horn a podél atlantského pobřeží k jižní Brazílii. Vyskytuje se i na Falklandech. Nejsevernější lokaci výskytu představuje peruánské město Zorritos (03° 40′ j. š.) a sporadicky byli lachtani hřivnatí pozorováni až v rovníkových vodách Ekvádoru a Kolumbie. Kostra lachtana hřivnatého byla v roce 1973 nalezena i na Galapágách. Zbloudilý jedinec zavítal k břehům mexické Colimy (19° s. š.). U atlantského pobřeží představuje nejsevernější místo výskytu malý ostrůvek Ilha dos Lobos u města Torres (29° 20′ j. š.). Zatoulaní jedinci doplavali až k Rio de Janeiru  (22° 54′ j. š.). Na brazilském území se nicméně nenachází žádná kolonie lachtanů hřivnatých a tamější populace patří ke koloniím z Uruguaye.
Stanoviště druhu tvoří pobřežní vody kontinentálních svahů a šelfů, v hlubokých vodách se vyskytuje spíše zřídka. Primárně obývá slané vody, avšak občas může vstupovat do řek.

### Populační dynamika

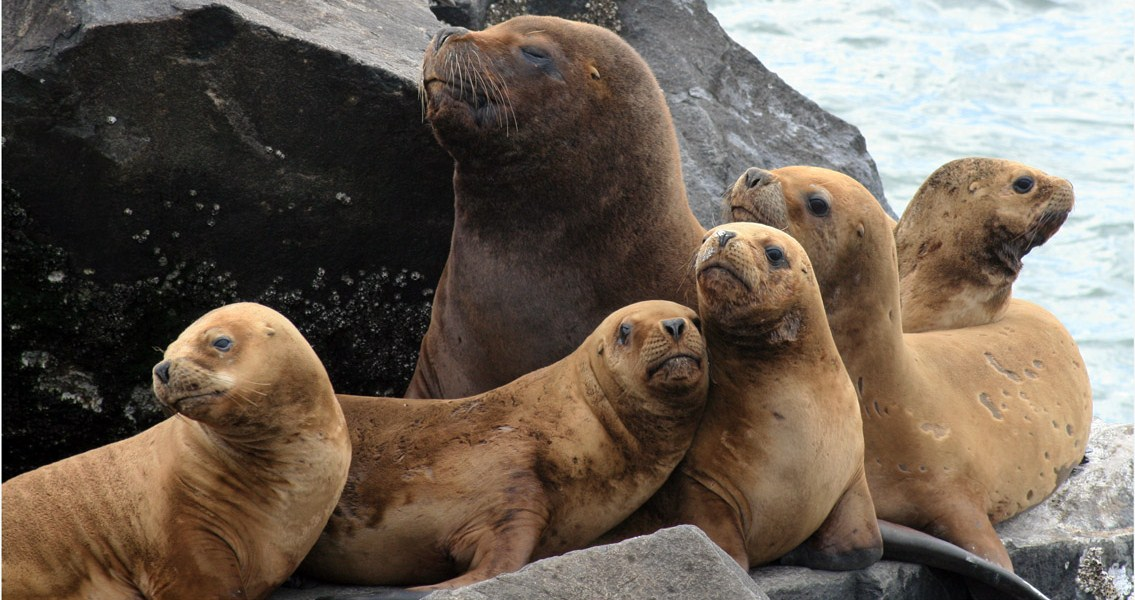
Samec se svým harémem

Podle řady genetických výzkumů se zdá, že atlantská a pacifická populace představují dvě evolučně významné jednotky, mezi nimiž již po delší dobu nedochází ke genovému toku. Tento závěr je nicméně založen na vzorcích z atlantské nebo pacifické strany kontinentu, dosud chybí porovnání se vzorky z jižního cípu Jižní Ameriky, které by pomohly porozumět limitům genového toku a hranicím mezi oběma populacemi.
Lachtan hřivnatý představuje nejrozšířenějšího mořského savce jižní části Jižní Ameriky. V Uruguayi se nachází dvě hlavní kolonie, a sice na ostrově Cabo Polonio a Lobos. V těchto koloniích se vyskytuje kolem 12–13 tisíc jedinců. V Patagonii se nachází řada kolonií, které hostí kolem 121 tisíc lachtanů hřivnatých. Dalších asi 7500 jedinců se nachází na Falklandách. V chilských vodách je přítomno kolem 197 tisíc jedinců, v Peru 105 tisíc. V Brazílii se vyskytuje jen minimální populace o maximálním počtu 200 jedinců, kolonie se tam nenachází. Celkový počet lachtanů hřivnatých se odhaduje na zhruba 445 tisíc.

## Biologie a ekologie

### Chování

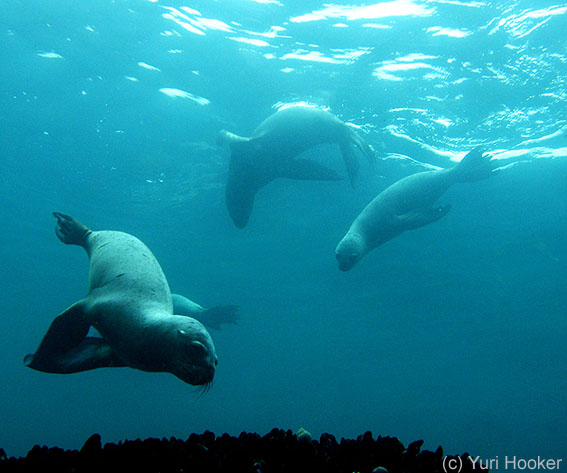
Lachtani hřivnatí pod vodou

Jedná se o stálý, nemigrující druh, nicméně mimo období rozmnožování může u části populace docházet k poměrně dalekosáhlé disperzi. Z některých jižních lokací jako jsou Falklandy se po skončení doby rozmnožování lachtani hřívnatí zcela stahují do jiných oblastí. Lachtani z kolonií z poloostrova Valdés po skončení doby rozmnožování odplouvají do Uruguaye, a uruguayští lachtani zase tráví dobu mimo rozmnožování na poloostrově Valdés. Část uruguayských lachtanů na zimu míří na sever k pobřeží Brazílie. Ve většině kolonií je přítomno alespoň několik jedinců po celý rok.
Významnou část života tráví ve vodě, na břeh přichází za účelem rozmnožování a odpočinku. Typicky se zdržuje poblíž břehu, avšak dospělí samici byli pozorováni i 300 km od nejbližší pevniny. Podobně jako ostatní lachtanovití, i lachtan hřivnatý se potápí jen na dobu do několika minut. V severním Chile nejčastěji docházelo k ponorům do 20 m, výjimečně až k 240 m. V jižním Chile nastávaly ponory do průměrných hloubek 100–120 m a trvaly v průměru 2–2,5 minut.
Na moři se vyskytuje samostatně nebo ve skupinách. Jeho výskyt bývá spojován s krmícími kytovci nebo mořskými ptáky.

### Potrava

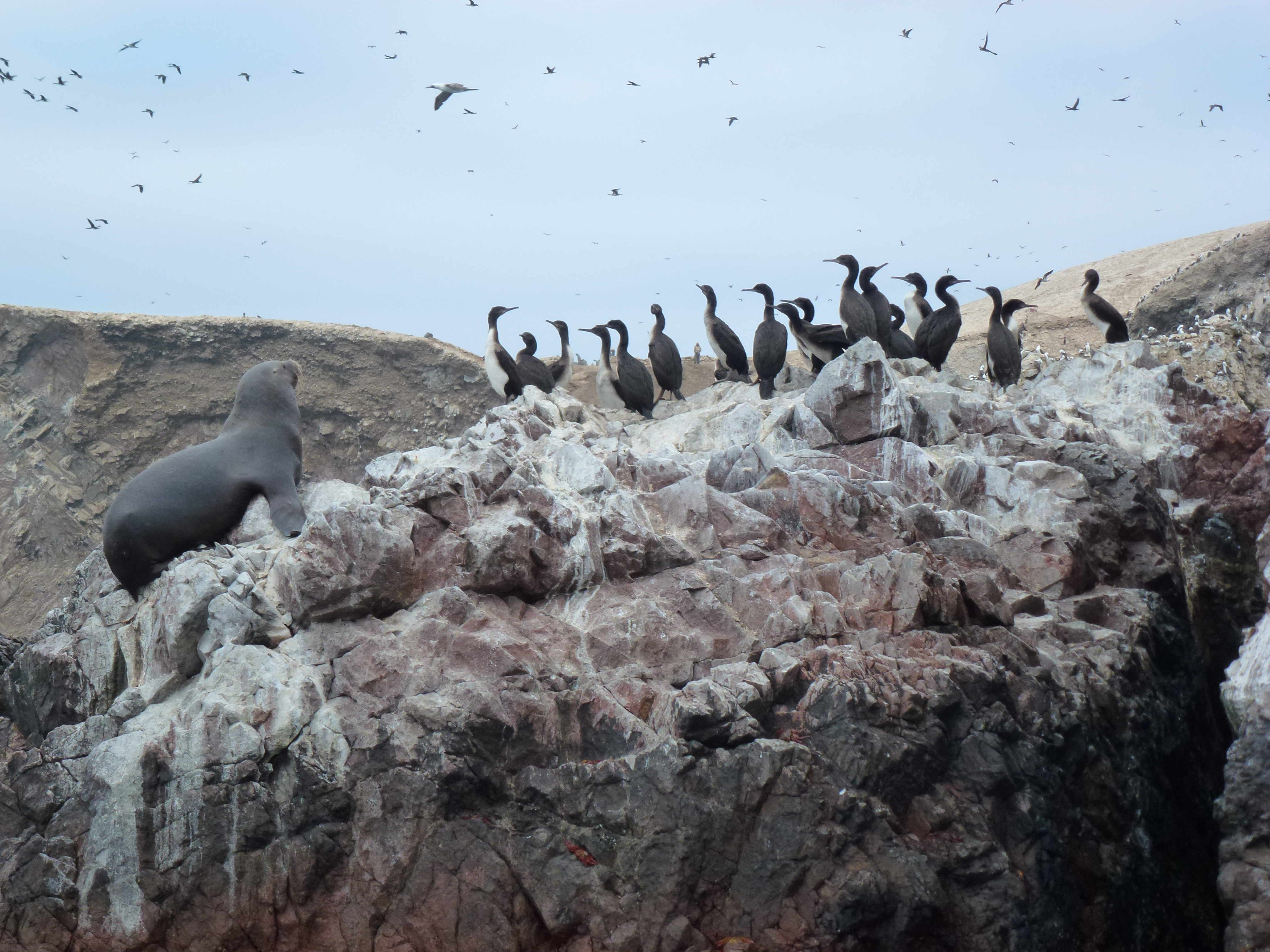
Lachtan hřivnatý v kolonii kormoránů guánových (Leucocarbo bougainvillii) v Peru

Jedná se o oportunistického predátora, který se živí rybami, korýši, hlavonožci a občas i mořskými ptáky (např. tučňáky, pelikány) nebo dokonce jinými mořskými savci (lachtany jihoamerickými (Arctocephalus australis)). V chilských vodách patřili k nejdůležitější kořisti treskovník patagonský (Macruronus magellanicus) a hrujovci rodu Genypterus. Lachtani hřivnatí v této oblasti požírali spíše benticko-demerzální (při dně nebo v blízkosti dna žijící), pomalu se pohybující ryby spíše než početnější, rychleji se pohybující pelagické druhy ryb. V mořích u argentinské části Patagonie patřili k nejdůležitějším druhům kořisti štikozubec argentinský (Merluccius hubbsi), chobotnice Enteroctopus megalocyathus, krakatice Illex argentinus a Loligo gahi, hruj brazilská (Raneya brasiliensis) a sardel argentinská (Engraulis anchoita). Výzkumníci tam rovněž vypozorovali rozdíl ve složení jídelníčku mezi samci a samicemi. Zatímco samice upřednostňovaly bentické ryby, samci se krmili převážně demerzálně-pelagickými rybami.
V jižním Chile u lososích farem tvoří místně chované lososovité ryby významnou část jídelníčků lachtanů hřivnatých, což napovídá, že dokáží své potravní zvyklosti přizpůsobit aktuální potravní nabídce. V Peru se dospělí i nedospělí samci lachtanů hřivnatých krmili dokonce na samicích a nedospělých lachtanech jihoamerických. V letech 1987–1988 bylo pozorováno 165 útoků lachtanů hřivnatých na lachtany jihoamerické, z nichž 33 skončilo pro lachtany jihoamerické smrtí. Zajímavé přitom je, že samice a juvenilní lachtani hřivnatí nevykazovali vůči lachtanům jihoamerickým známky agrese. V žaludcích lachtanů hřivnatých byly opakovaně nalezeny gastrolity, které mohou sloužit k pomocnému mechanickému drcení potravy, kontrole vztlaku, zmírnění pocitu hladu nebo se může jednat o způsob boje proti parazitům.

### Rozmnožování

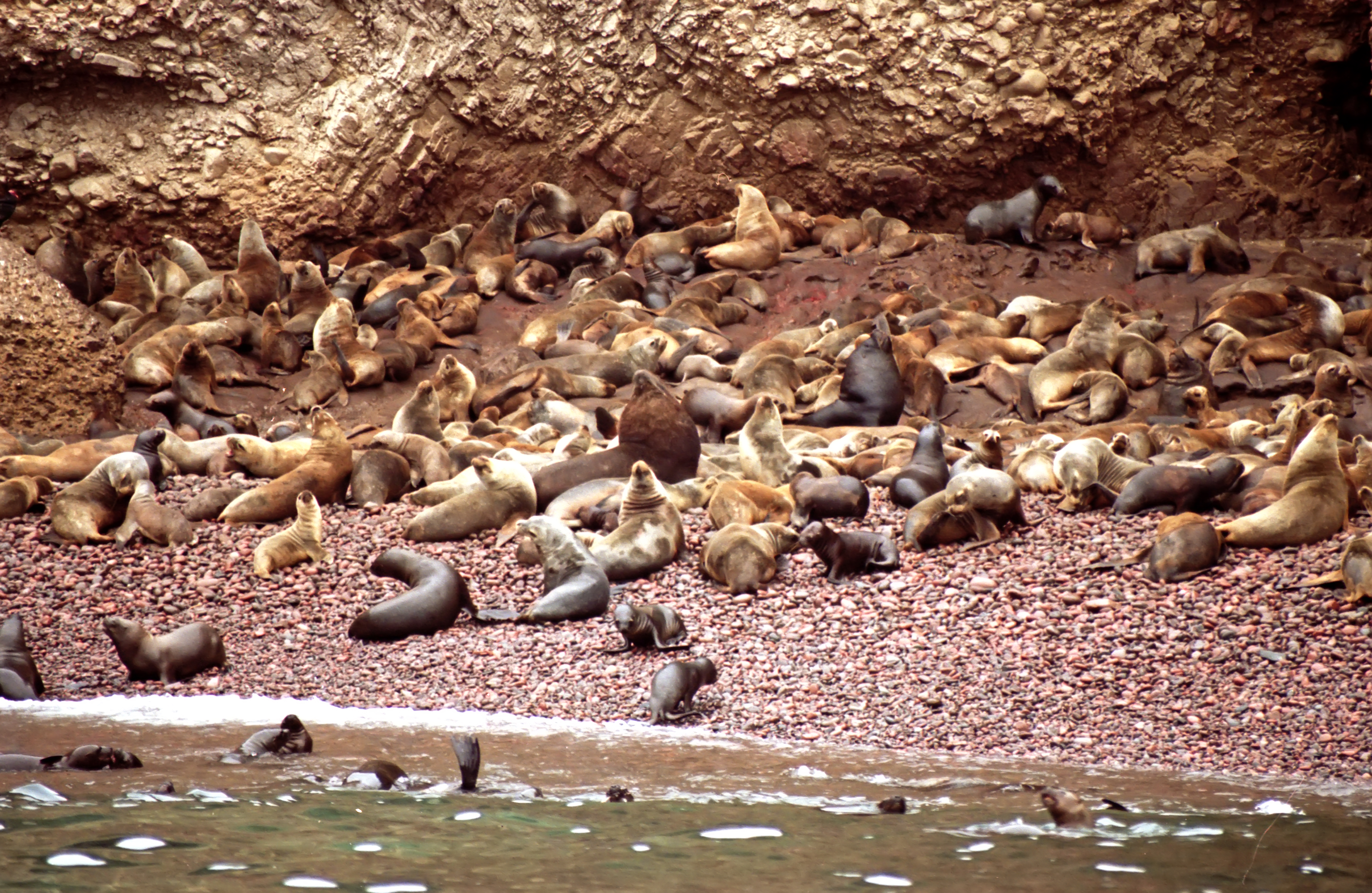
Kolonie lachtanů hřivnatých (Islas Ballestas, Peru)

K rozmnožování dochází v létě, typicky od poloviny prosince do února. Lachtani se páří v koloniích na pobřeží, kam připlouvají samci i samice zhruba ve stejnou dobu (u některých jiných ploutvonožců připlouvají samci první, aby si vyhranili teritoria), a to v polovině prosince. Již 2–3 dny po příchodu samice vrhají mláďata, která jsou výsledkem kopulací z loňského období říje. K vrhům mláďat dochází již od poloviny prosince, vrcholná doba vrhů nastává od poloviny ledna do poloviny února. Samice rodí jen jedno mládě, které měří kolem 75–85 cm a váží 11–15 kg. Samice své potomky kojí tučným mateřským mlékem a již 6 dní po vrhu vstupují do estrálního cyklu.
Lachtan hřívnatý je vysoce polygynní druh, tzn. samec se páří s větším počtem samic (výjimečně se najdou i samotářské páry, které se rozmnožují mimo kolonii). Zatímco samice se po příchodu do kolonií věnují vrhům a svým potomkům, samci si vyhrazují teritoria pomocí vokálních a vizuálních prvků i fyzických bojů. Teritoria typicky zahrnují cenný geografický prvek, jako je průchod mezi balvany, kterým lze snadno přistoupit k moři, nebo přílivovou tůň, kde se dá v parných dnech zchladit. V případě, že se kolonie nachází na velké pláží bez těchto strategických prvků, samci mohou změnit strategii ze zabírání a bránění teritoria na obranu a kontrolu konkrétní skupiny samic (tzv. harém). Někdy dominantní samci spolupracují na bránění skupiny samic, které nahánějí k sobě. V každém případě se samci snaží zabránit samicím v přístupu do moře. Po vstupu samic do estrálního cyklu dochází ke kopulacím dominantních samců se samicemi. Typický dominantní samec se spáří se 4–20 samicemi.

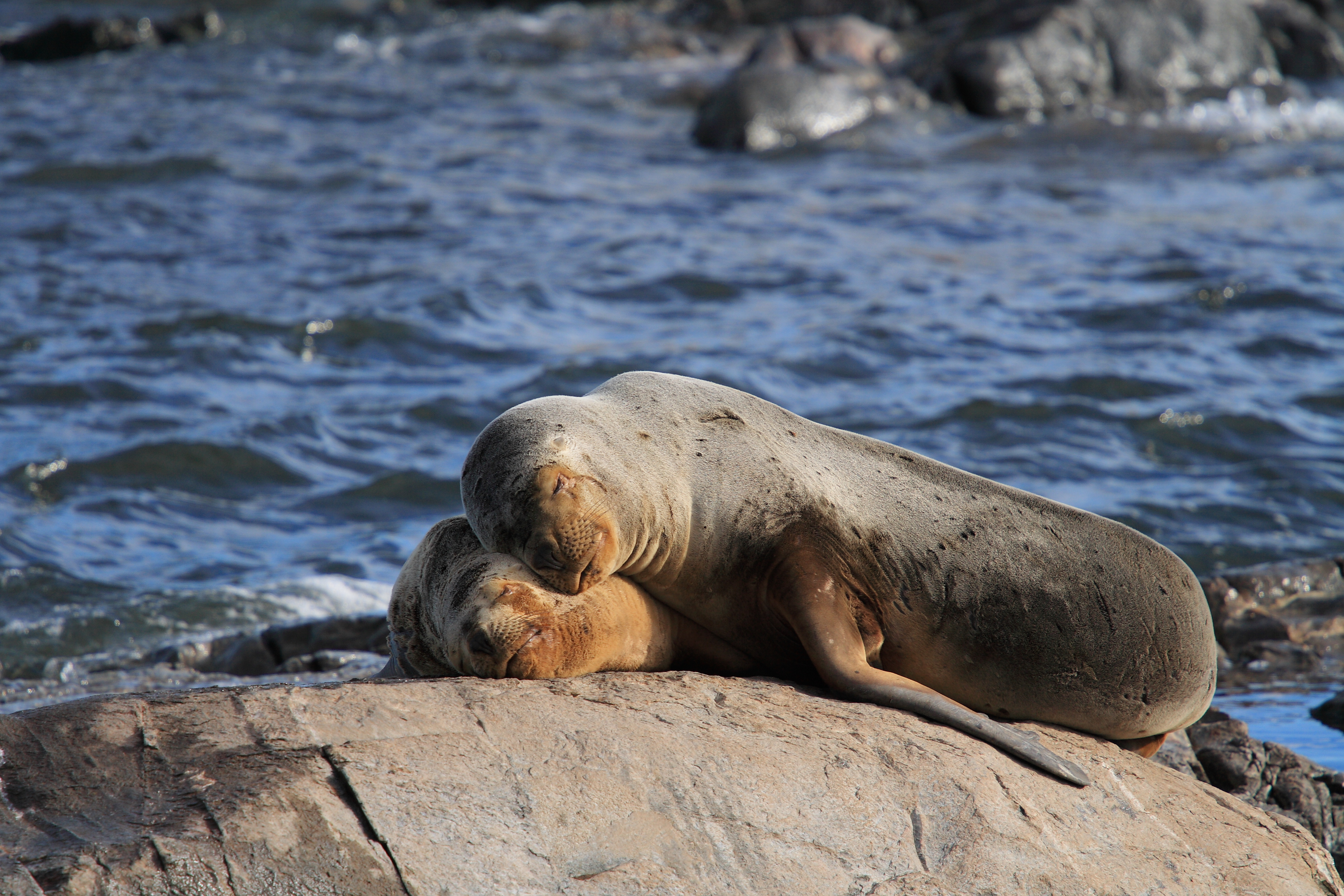
Samice s mládětem (Ohňová země)

Celkový počet samic v harému dominantního samce může být proměnlivý, protože harémy jsou často natěsnány těsně k sobě a samice mohou být z harému ukořistěny dominantním samcem nebo skupinkou nedospělých samců, kteří občas harémy napadají. Pokoušejí se takto kolektivně přemoci dominantního samce, aby měli tak šanci ukořistit samici ke kopulaci. Dominantní samec však svůj harém vehementně brání. Samicím umožní přístup k vodě až poté, co se s nimi spáří. Po spáření se všemi dostupnými samicemi dochází k postupnému rozpadu harémů. Samci během strážení harémů nepřijímají potravu, kvůli které by museli vstoupit do vody a opustit tak svůj harém. Na stráži jsou tak nepřetržitě a dokonce i spánku se věnují minimálně. Samci v době rozmnožování berou energii jen z podkožního tuku, takže po skončení rozmnožování jsou značně vyhublí a následující období stráví pospáváním na pláží a dokrmováním.

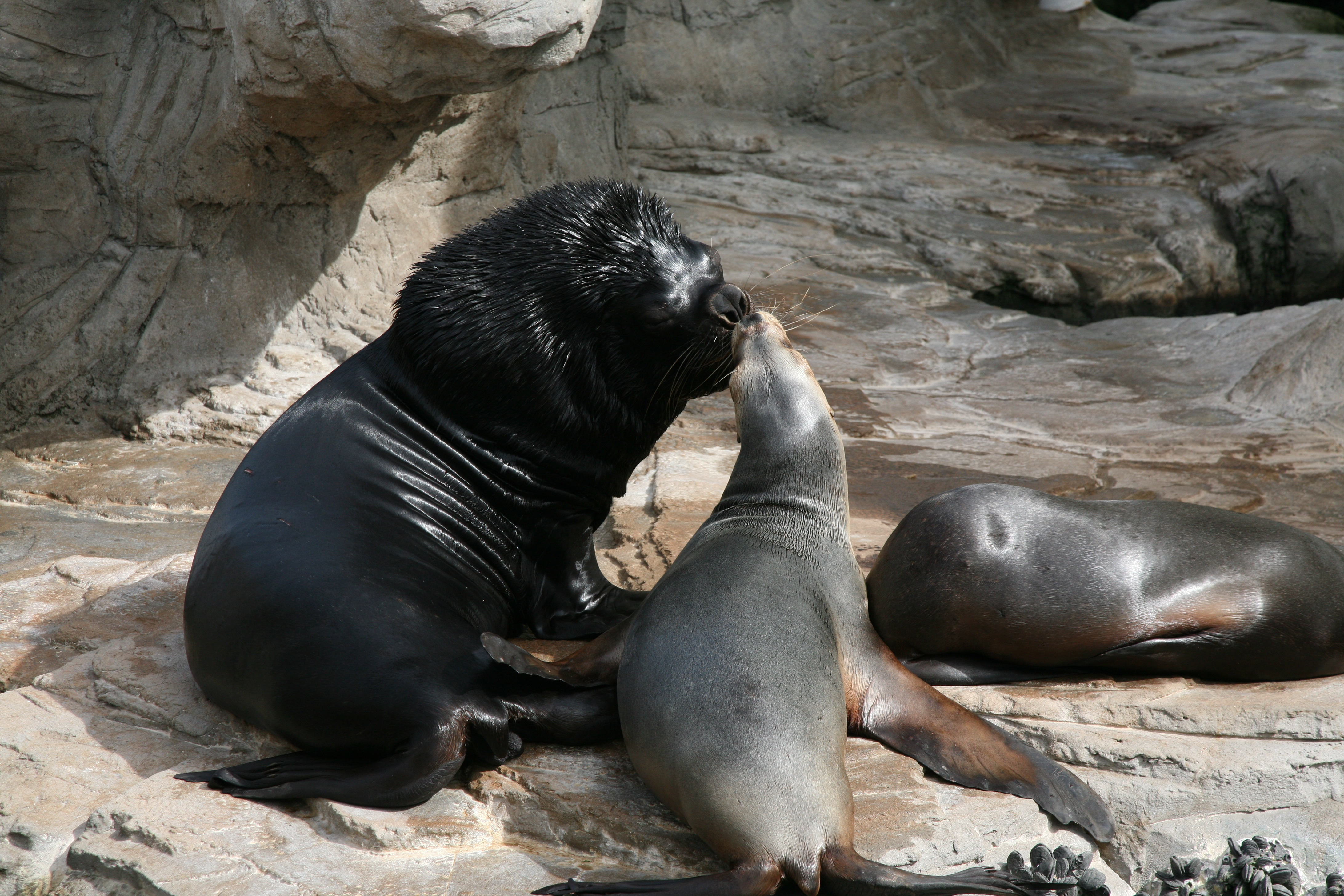
Samec se samicí

V prvních 2–3 dnech po vstupu do estrálního cyklu samice kopuluje se samcem, načež samice začne podnikat pravidelné výpravy do moře za potravou, po kterých vždy přijde zpět na břeh za účelem kojení a péče o potomka. Lovná výprava typicky trvá kolem 1 dne, na břehu samice zůstává kolem 1–2 dní. Toto střídání lovných výprav s kojením a péčí o potomka trvá dalších 8–10 měsíců, načež začne pomalu docházet k osamostatnění mláděte. Nezřídka se však stává, že mládě je kojeno až do 2. nebo výjimečněji i do 3. roku života, zatímco se samice stará o další, mladší mládě. V době, kdy samice loví v moři potravu, se mláďata sdružují do skupin, ve kterých si spolu hrají a společně i spí. Na vstup do vody si spolu netroufnou a plavat se učí až se svými matkami. Podle genetických dat jsou samice filopatrické (věrné místu, kde se narodily), zatímco mladí samci vykazují poměrně rozsáhlou disperzí. Samice dosahují pohlavní dospělosti ve věku 4–5 let, samci po dosažení 4–7 let, nicméně reálnou šanci na založení a udržení harému (a tedy na kopulace) samci mají až kolem věku 9–11 let. Dožívají se kolem 20 let.

### Predátoři
K hlavním predátorům lachtana hřivnatého patří kosatka dravá a žraloci. Dobře prostudovaný je lov lachtanů kosatkami na poloostrově Valdés, kde se kosatky naučily nečekaně, avšak obezřetně vymrštit na pláž, kde se po zahryznutí do mláděte lachtana vířivými úskoky naposunují zpět do moře. Zatímco dospělí lachtani se v moři většinou dovedou kosatkám vyhnout pomocí navýšení rychlosti plavání, rychlých úhybných manévrů, seskupováním nebo vystoupením na souš, u mladších jedinců se takové schopnosti teprve vyvíjí. I z toho důvodu bylo u jednoho z terénních výzkumu zjištěno, že v 87 % případech kosatky uloví nedospělé lachtany hřivnaté spíše než dospělce.
Lachtany hřivnaté patrně loví i tuleni leopardí nebo pumy. V Patagonii byly nalezeny stopy po pumách v místní kolonii mláďat lachtanů hřivnatých a ostatky lachtanů byly zajištěny i v místní jeskyni, kam je patrně dovlekla puma. Na ostrovech v Peru bylo zdokumentováno, že lachtani hřivnatí představují hlavní „kořist“ tamějších upírů obecných.

## Vztah k lidem

### Ohrožení

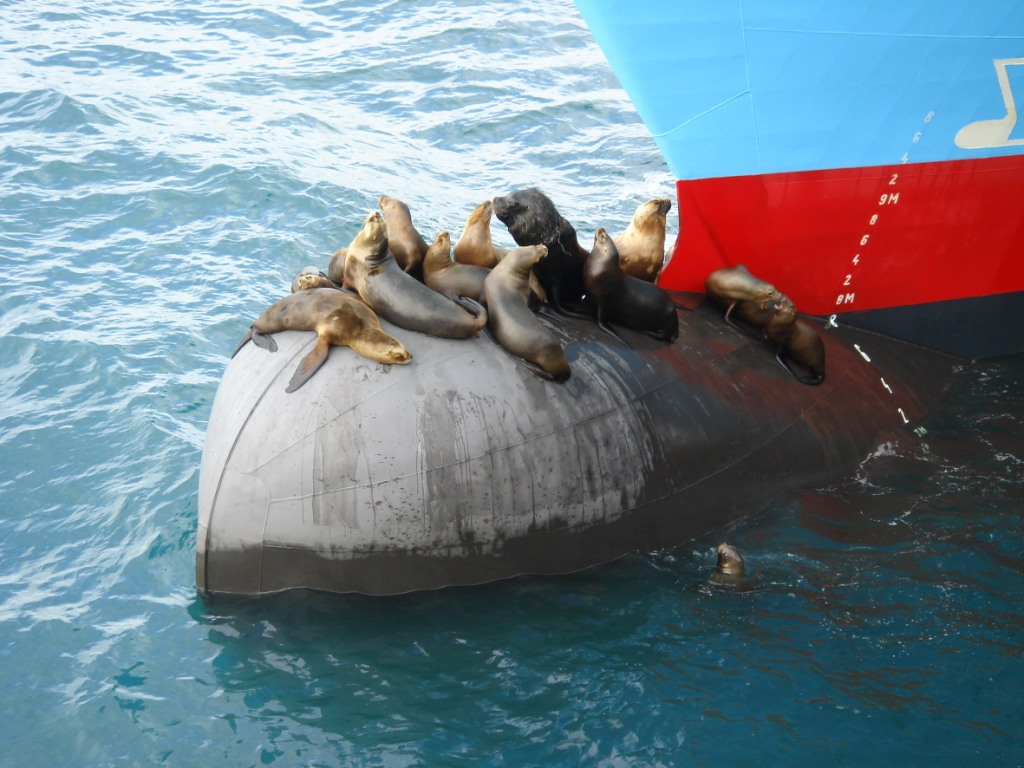
Skupina lachtanů hřivnatých na kýlu lodi

Původní obyvatelé Jižní Ameriky lovili lachtany hřivnaté po tisíce let, zejména v pozdním holocénu. Vliv těchto pradávných lovců na celkovou populaci lachtanů hřivnatých však zůstává nejasný. S lovem v masovějších měřítkách započali až evropští kolonisté. První záznamy o odchytu lachtanů hřivnatých Evropany pochází již z 16. století, kdy byli lachtani zabíjeni pro své maso, kůži a olej. Ve druhé polovině 19. století začalo docházet k rychlému osídlení pobřežních oblastí Jižní Ameriky a do přelomu 19. a 20. století řada kolonií lachtanů zcela vymizela, což vedle přímých odlovů bylo i v důsledku výstavby a přímé konkurence s lidmi o prostor a potravu.

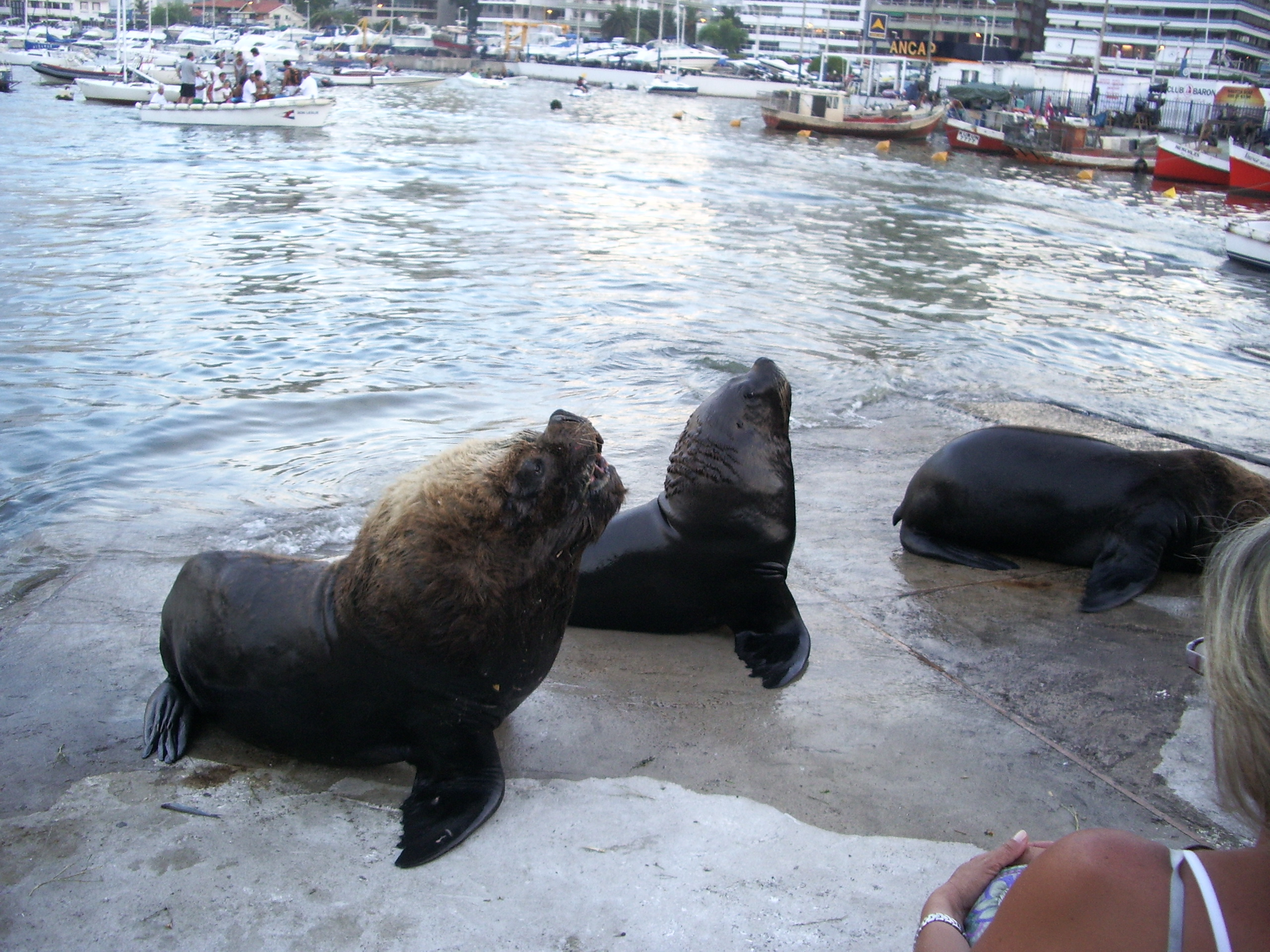
Lachtani hřivnatí v přístavu Puerto de Punta del Este, Uruguay

Ke snad nejvýraznějšímu populačnímu propadu došlo na Falklandách, kde mezi lety 1937–1965 nastal 93% pokles početnosti místních lachtanů hřivnatých. V roce 1937 se odhadovalo, že se na Falklandech narodilo 80 550 mláďat, avšak v roce 1965 to bylo již jen kolem 6000. Pokles pokračoval i v následujících desetiletích a v roce 1995 bylo spočteno jen 2034 mláďat. Počet mláďat od té doby každoročně mírně stoupá. Rapidní pokles populace není zcela jasný, jelikož mezi lety 1935─1962 bylo na Falklandech zabito „pouze“ kolem 44 000 lachtanů. V Argentině nicméně bylo ve stejném období zabito kolem 500 000 lachtanů hřivnatých, čili se uvažuje o tom, že lachtani v té době mezi Falklandy a jihoamerickou pevninou přeplouvali. Proti nicméně hovoří to, že pokles pokračoval i po roce 1965, kdy byl lov lachtanů již zakázán. Migrace lachtanů mezi Falklandy a Argentinou navíc stále nebyla doložena. K jiným vysvětlením tohoto poklesu patří vliv environmentálních změn, konkrétně stoupání povrchové teploty moře mezi lety 1930–1950. Vyšší teplota moře je spojována s nižší produktivitou planktonu, což se v konečném důsledku odrazí poklesem početnosti živočichů v celém ekosystému napříč trofickými úrovněmi.
Na úmrtnost mláďat má vliv El Niño, který při nejmenším u některých populací v letech silných projevů tohoto fenoménu může způsobit až 100% úmrtnost mláďat. Na El Niño se totiž bezprostředně váže dostupnost potravy (čím silnější El Niño, tím méně potravy). El Niño v letech 1997–1998 způsobil u peruánské populace pokles z 144 tisíc jedinců na 28 tisíc během jediného roku, což byl patrně důsledek jak hladovění, tak disperze do jiných oblastí. K roku 2006 zde bylo sečteno 118 tisíc jedinců, čili tato populace se dokázala z větší části zotavit. K dalším příčinám ohrožení patří konflikt s lidmi v oblasti potravních zdrojů. Konkrétně se jedná o rybí farmy, kde jsou lachtani hřivnatí považování za škodnou a občas dochází k jejich nelegálnímu odstřelu. Lachtani totiž mohou nejen sežrat chované ryby, občas mohou i potrhat sítě a vypustit tak část chovaných ryb na svobodu, což s sebou nese značnou ekonomickou ztrátu.

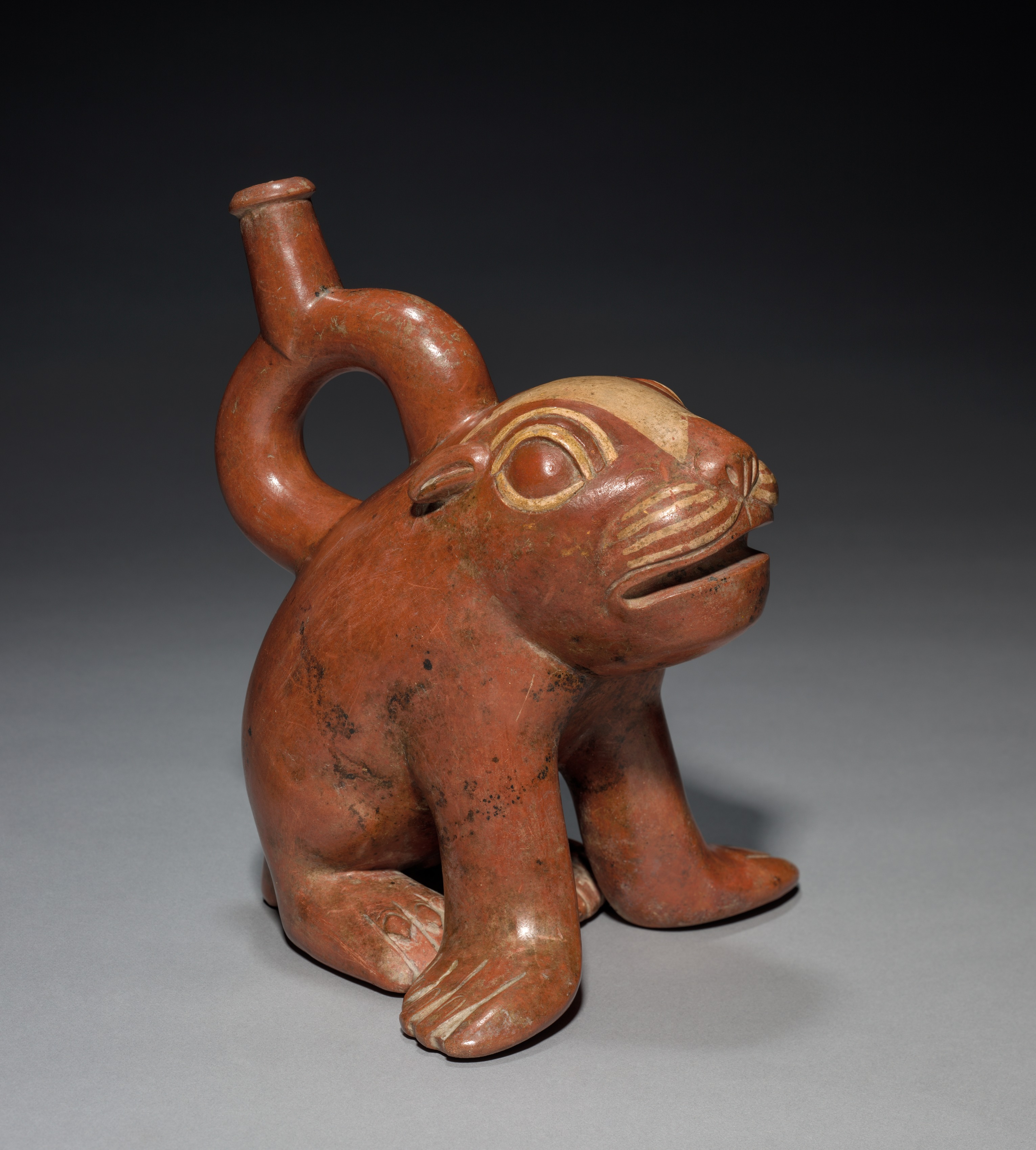
Lachtáně (močická keramika, mezi 200–450 n. l.)

Kompetici v nich vidí i místní rybáři. Lachtani jsou nezřídka i nechtěně odchyceni poté, co se zamotají do rybářských sítí. Reportované míry nechtěných odlovů jsou přitom relativně velké. Např. v argentinské části Patagonie to v 90. letech 20. století bylo 175–602 jedinců ročně, čili asi 1–2 % místní populace. Podél středojižního pobřeží Chile v roce 2004 jediná rybářská loď dokonce odchytila v průměru 6,3 lachtanů hřivnatých za den. Z 82 jedinců, kteří byli během pozorování nechtěně vtaženi na palubu, bylo 12 lachtanů již mrtvých, 70 trpělo vnitřním krvácením nebo zlomeninami. V Uruguayi docházelo k nechtěným odchytům o 36–107 lachtanech hřivnatých ročně, což představuje asi 0,3–0,9 % tamější populace.

### Odkaz v kultuře
Do dnešních dnů se dochovala řada artefaktů močické kultury, jako jsou malé sošky, které zobrazují lachtany. Ti byli patrně Močiky rituálně loveni.

### Chov v zoo
Lachtan hřivnatý je chován v zoologických zahradách po celém světě. V Česku ho chová Zoo Liberec a Zoo Zlín, které ho již několikrát úspěšně odchovaly.